# جون بيرنر
جون بيرنر (بالإنجليزية: John Berner) هو لاعب كرة قدم أمريكي، ولد في 14 فبراير 1991 في سانت لويس في الولايات المتحدة. لعب مع تشارلوت إندبنتنس وكولورادو رابيدز.

## وصلات خارجية
- جون بيرنر على موقع الدوري الأمريكي (الإنجليزية)
- جون بيرنر على موقع قاعدة بيانات كرة القدم.إي يو (الإنجليزية)
- جون بيرنر على موقع Soccerbase.com (لاعب) (الإنجليزية)
- جون بيرنر على موقع Soccerway.com (الإنجليزية)
- جون بيرنر على موقع عالم كرة القدم.نت (الإنجليزية)
- جون بيرنر على موقع AS.com (الإسبانية)